# Bothriospermum kusnezowii
Bothriospermum kusnezowii är en strävbladig växtart som beskrevs av Aleksandr Andrejevitj Bunge. Bothriospermum kusnezowii ingår i släktet Bothriospermum och familjen strävbladiga växter. Inga underarter finns listade i Catalogue of Life.